# Liste der Kulturdenkmale in Oechsen
Die Liste der Kulturdenkmale in Oechsen umfasst die als Ensembles, Straßenzüge und Einzeldenkmale erfassten Kulturdenkmale in der thüringischen Gemeinde Oechsen im Wartburgkreis.
Die Angaben in der Liste ersetzen nicht die rechtsverbindliche Auskunft der zuständigen Denkmalschutzbehörde.

## Legende
- Bild: zeigt ein Bild des Kulturdenkmals und gegebenenfalls einen Link zu weiteren Fotos des Kulturdenkmals im Medienarchiv Wikimedia Commons
- Bezeichnung: Name, Bezeichnung oder die Art des Kulturdenkmals
- Lage: Wenn vorhanden Straßenname und Hausnummer des Kulturdenkmals; Grundsortierung der Liste erfolgt nach dieser Adresse. Der Link Karte führt zu verschiedenen Kartendarstellungen und nennt die Koordinaten des Kulturdenkmals.
 Kartenansicht, um Koordinaten zu setzen – in dieser Kartenansicht sind Kulturdenkmale ohne Koordinaten mit einem roten bzw. orangen Marker dargestellt und können in der Karte gesetzt werden. Kulturdenkmale ohne Bild sind mit einem blauen bzw. roten Marker gekennzeichnet, Kulturdenkmale mit Bild mit einem grünen bzw. orangen Marker.
- Datierung: gibt das Jahr der Fertigstellung beziehungsweise das Datum der Erstnennung oder den Zeitraum der Errichtung an
- Beschreibung: bauliche und geschichtliche Einzelheiten des Kulturdenkmals, vorzugsweise die Denkmaleigenschaften
- ID: Die ID identifiziert das Kulturdenkmal eindeutig. In Thüringen sind aktuell keine IDs veröffentlicht. In der ID-Spalte kann sich auch folgendes Icon  befinden, dies führt zu Angaben zu diesem Kulturdenkmal bei Wikidata.

## Einzeldenkmale nach Gemarkungen

### Oechsen
| Bild                                    | Bezeichnung                                   | Lage                                                                                    | Datierung | Beschreibung    | ID |
| --------------------------------------- | --------------------------------------------- | --------------------------------------------------------------------------------------- | --------- | --------------- | -- |
| Direkt Bild zu diesem Denkmal hochladen | Backhaus                                      | Oechsen, Am Dorfwasser o. Nr.                                                           |           |                 |    |
| BW                                      | Hofanlage                                     | Oechsen, Bahnhofstraße 74 (Karte)                                                       |           |                 |    |
| BW                                      | Wohnhaus                                      | Oechsen, Friedensstraße 4 (Karte)                                                       |           |                 |    |
| BW                                      | Scheune                                       | Oechsen, Friedensstraße 4 (Karte)                                                       |           |                 |    |
| BW                                      | Wohnhaus mit Torpfosten                       | Oechsen, Friedensstraße 10 (Karte)                                                      |           |                 |    |
| BW                                      | Wohnhaus                                      | Oechsen, Friedensstraße 12 (Karte)                                                      |           |                 |    |
| BW                                      | Wohnstallhaus                                 | Oechsen, Friedensstraße 13 (Karte)                                                      |           |                 |    |
| BW                                      | Wohnhaus                                      | Oechsen, Friedensstraße 16 (Karte)                                                      |           |                 |    |
| BW                                      | Hofanlage                                     | Oechsen, Friedensstraße 17 (Karte)                                                      |           |                 |    |
| BW                                      | Wohnhaus                                      | Oechsen, Friedensstraße 20 (Karte)                                                      |           |                 |    |
| BW                                      | Hofanlage                                     | Oechsen, Karl-Marx-Platz 65 (Karte)                                                     |           |                 |    |
| BW                                      | Hofanlage                                     | Oechsen, Karl-Marx-Platz 66 (Karte)                                                     |           |                 |    |
| BW                                      | Pfarrhof                                      | Oechsen, Karl-Marx-Platz 96a (Karte)                                                    |           |                 |    |
| weitere Bilder Fotos hochladen          | Evangelisch-lutherische St.-Laurentius-Kirche | Oechsen, Lindenstraße o. Nr. (Karte)                                                    |           | mit Ausstattung |    |
| BW                                      | Kirchhof                                      | Oechsen, Lindenstraße o. Nr. (Karte)                                                    |           |                 |    |
| BW                                      | Kirchhofmauer                                 | Oechsen, Lindenstraße o. Nr. (Karte)                                                    |           |                 |    |
| Fotos hochladen                         | Dorfplatz mit Dorflinde                       | Oechsen, Lindenstraße o. Nr.; Hinter den Höfen; Karl-Marx-Platz, bei der Kirche (Karte) |           |                 |    |
| BW                                      | Wohnhaus                                      | Oechsen, Lindenstraße 102 (Karte)                                                       |           |                 |    |
| BW                                      | Wohnstallhaus                                 | Oechsen, Lindenstraße 108 (Karte)                                                       |           |                 |    |
| BW                                      | Hofanlage                                     | Oechsen, Lindenstraße 112 (Karte)                                                       |           |                 |    |
| BW                                      | Wohnstallhaus                                 | Oechsen, Lindenstraße 97 (Karte)                                                        |           |                 |    |
| BW                                      | Wohnhaus                                      | Oechsen, Scharnhorststraße 53 (Karte)                                                   |           |                 |    |
| BW                                      | Hofanlage                                     | Oechsen, Scharnhorststraße 57 (Karte)                                                   |           |                 |    |
| BW                                      | Hofanlage                                     | Oechsen, Scharnhorststraße 58 (Karte)                                                   |           |                 |    |
| BW                                      | Wohnhaus                                      | Oechsen, Scharnhorststraße 60 (Karte)                                                   |           |                 |    |
| BW                                      | Wohnhaus                                      | Oechsen, Scharnhorststraße 64 (Karte)                                                   |           |                 |    |
| BW                                      | Wohnhaus                                      | Oechsen, Straße der Einheit 70 (Karte)                                                  |           |                 |    |
| BW                                      | Hofanlage                                     | Oechsen, Straße der Einheit 89 (Karte)                                                  |           |                 |    |
| BW                                      | Wohnhaus                                      | Oechsen, Straße der Einheit 92 (Karte)                                                  |           |                 |    |
| BW                                      | Nebengebäude                                  | Oechsen, Straße der Einheit 92 (Karte)                                                  |           |                 |    |

### Lenders
| Bild | Bezeichnung        | Lage                       | Datierung | Beschreibung | ID |
| ---- | ------------------ | -------------------------- | --------- | ------------ | -- |
| BW   | Hofanlage          | Lenders, Lenders 1 (Karte) |           |              |    |
| BW   | Wohnstallhaus      | Lenders, Lenders 3 (Karte) |           |              |    |
| BW   | Wohn- und Gasthaus | Lenders, Lenders 4 (Karte) |           |              |    |
| BW   | Wohnhaus           | Lenders, Lenders 5 (Karte) |           |              |    |